# Collegio uninominale Basilicata - 02
Il collegio elettorale uninominale Basilicata - 02 è stato un collegio elettorale uninominale della Repubblica Italiana per l'elezione della Camera dei deputati tra il 2017 ed il 2022.

## Territorio
Come previsto dalla legge elettorale italiana del 2017, il collegio era stato definito tramite decreto legislativo all'interno della circoscrizione Basilicata.
Era formato dal territorio di tutta la provincia di Matera e dai comuni di Acerenza, Atella, Banzi, Barile, Cancellara, Castelgrande, Filiano, Forenza, Genzano di Lucania, Ginestra, Lavello, Maschito, Melfi, Montemilone, Muro Lucano, Oppido Lucano, Palazzo San Gervasio, Pescopagano, Pietragalla, Rapolla, Rapone, Rionero in Vulture, Ripacandida, Ruvo del Monte, San Fele e Venosa in provincia di Potenza.
Il collegio era parte del collegio plurinominale Basilicata - 01.

## Eletti
| Elezione | Elezione | Deputato       | Partito              |
| -------- | -------- | -------------- | -------------------- |
|          | 2018     | Gianluca Rospi | Movimento 5 Stelle   |
|          | 2020     | Gianluca Rospi | Alternativa Popolare |
|          | 2021     | Gianluca Rospi | Coraggio Italia      |
|          | 2021     | Gianluca Rospi | Forza Italia         |

## Dati elettorali

### XVIII legislatura
Come previsto dalla legge elettorale, 232 deputati erano eletti con sistema a maggioranza relativa in altrettanti collegi uninominali a turno unico.
| Candidati              | Candidati                | Voti    | %     | Liste                                | Voti    | %     |
| ---------------------- | ------------------------ | ------- | ----- | ------------------------------------ | ------- | ----- |
|                        | Gianluca Rospi ✔️ Eletto | 78 452  | 46,30 | Movimento 5 Stelle                   | 78 452  | 46,30 |
|                        | Nicola Pagliuca          | 44 308  | 26,15 | Forza Italia                         | 22 419  | 13,23 |
| Lega                   | Nicola Pagliuca          | 44 308  | 26,15 | 9 750                                | 5,75    |       |
| Noi con l'Italia - UDC | Nicola Pagliuca          | 44 308  | 26,15 | 6 095                                | 3,60    |       |
| Fratelli d'Italia      | Nicola Pagliuca          | 44 308  | 26,15 | 6 044                                | 3,57    |       |
|                        | Francesca Barra          | 29 754  | 17,56 | Partito Democratico                  | 25 270  | 14,91 |
| +Europa                | Francesca Barra          | 29 754  | 17,56 | 1 708                                | 1,01    |       |
| Italia Europa Insieme  | Francesca Barra          | 29 754  | 17,56 | 1 438                                | 0,85    |       |
| Civica Popolare        | Francesca Barra          | 29 754  | 17,56 | 1 338                                | 0,79    |       |
|                        | Filippo Bubbico          | 10 306  | 6,08  | Liberi e Uguali                      | 10 306  | 6,08  |
|                        | Andrea Cardillicchio     | 1 993   | 1,18  | Potere al Popolo!                    | 1 993   | 1,18  |
|                        | Ester Binetti            | 1 161   | 0,69  | CasaPound                            | 1 161   | 0,69  |
|                        | Rocco Lopatriello        | 955     | 0,56  | Il Popolo della Famiglia             | 955     | 0,56  |
|                        | Carmela Calvello         | 721     | 0,43  | Partito Comunista                    | 721     | 0,43  |
|                        | Marialuisa Acito         | 506     | 0,30  | 10 Volte Meglio                      | 506     | 0,30  |
|                        | Giuseppe Pacifico        | 406     | 0,24  | Blocco Nazionale per le Libertà      | 406     | 0,24  |
|                        | Maria Sarli              | 338     | 0,20  | Partito Valore Umano                 | 338     | 0,20  |
|                        | Antonio Ingroia          | 290     | 0,17  | Lista del Popolo per la Costituzione | 290     | 0,17  |
|                        | Carlo Giannoccari        | 257     | 0,15  | Per una Sinistra Rivoluzionaria      | 257     | 0,15  |
| Totale                 | Totale                   | 169 447 | 100   |                                      | 169 447 | 100   |
|                        |                          |         |       |                                      |         |       |
| Voti non validi        | Voti non validi          | 7 553   | 4,27  |                                      |         |       |
| Votanti                | Votanti                  | 177 000 | 70,44 |                                      |         |       |
| Elettori               | Elettori                 | 251 267 |       |                                      |         |       |